# 拉斯林島
拉斯林岛 （ 愛爾蘭語: Reachlainn ） 是安特里姆郡沿海岛屿和教区，位處北爱尔兰北部。 

## 地理
拉斯林是北爱尔兰唯一有人居住的近海岛屿，人口稳定增长，约150人，也是爱尔兰岛沿岸最北的有人岛屿。  拉斯林岛呈倒L形，東西寬6公里， 南北長4公里。 
岛上最高点是海拔134米的Slieveard。  拉斯林距離苏格兰的琴泰岬半岛南端25公里。  它由雷斯林社区发展协会所代表，加入堤道海岸-峽谷自治市鎮。 

### 城鎮
拉斯林是传统上屬於卡里男爵 （巴里堡 領地），目前屬莫伊尔地区。  该岛构成一个教区 ，分为22个城镇。 

拉斯林城镇圖

## 交通

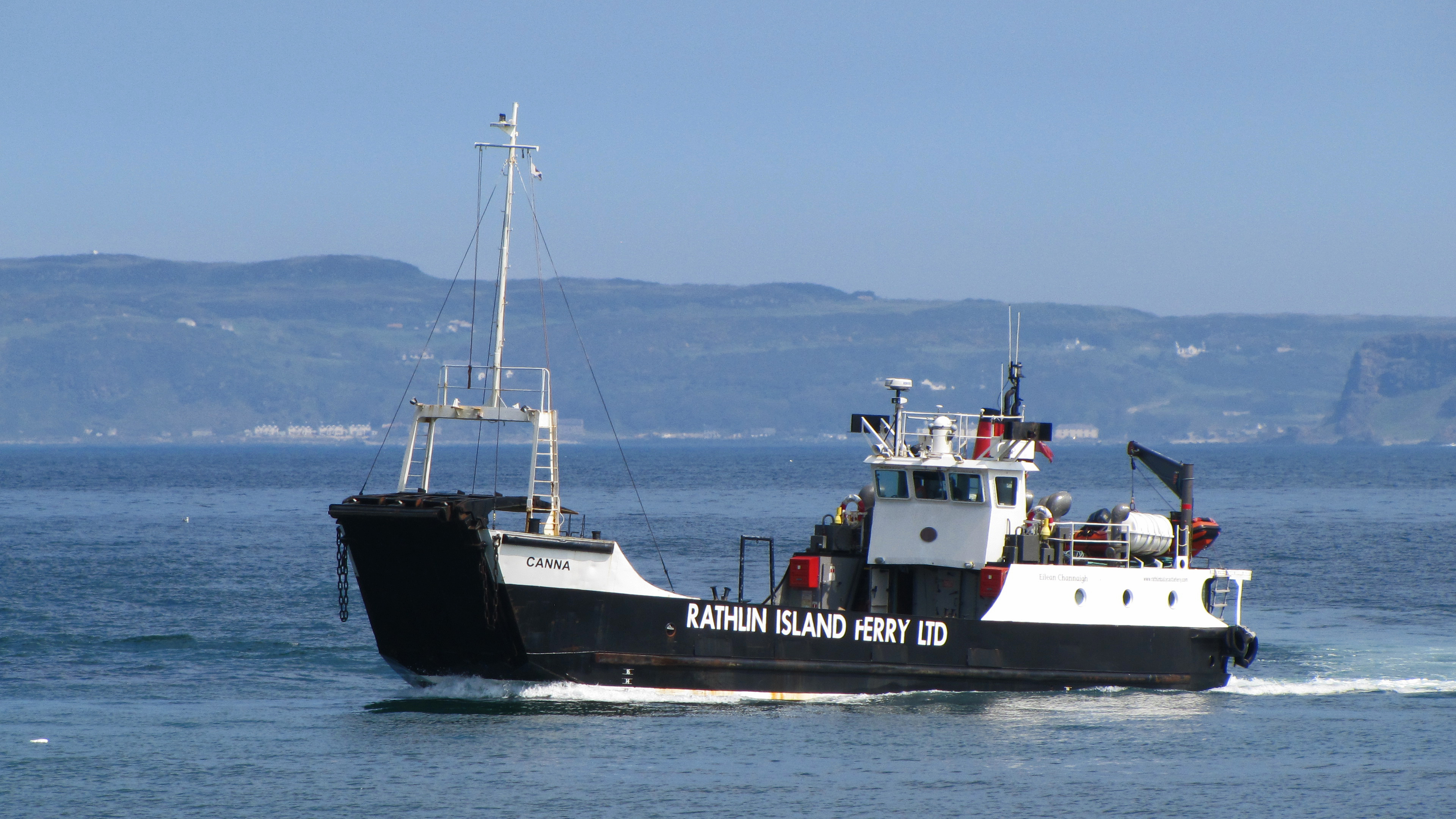
老拉斯林岛渡轮

由拉斯林岛渡轮有限公司运营的渡轮将岛屿的主要港口教堂灣与愛爾蘭島的巴利堡，相距10公里 。  这条路线上有两艘渡轮 - 快速的仅限乘客乘坐的双体渡轮Rathlin Express和一艘2017年5月投入使用的大型渡轮-拉斯林精神号（Spirit of Rathlin） ，如果天气允许的话，它可以承載乘客和少量车辆。  

## 自然史
拉斯林由史前時火山隆起形成 。 

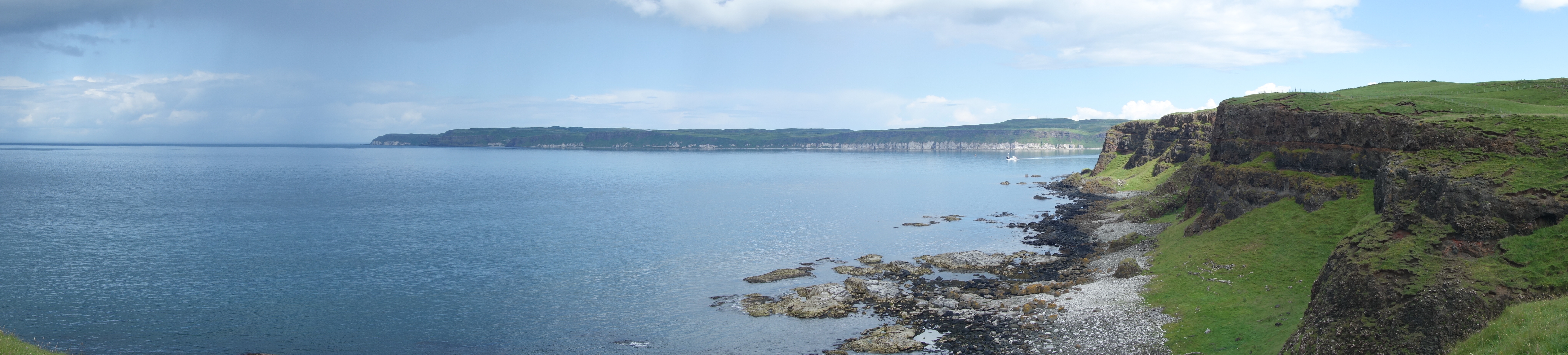
拉斯林岛的全景

拉斯林是北爱尔兰 43个特別保护区之一 。  它是数以万计海鸟 居所，包括涯海鴨 ， 三趾鸥 ， 北極海鸚和刀嘴海雀 -总共大约三十種鸟類。  賞鳥者可以從皇家鸟类保护协会 自然保护区 參觀拉斯林的鸟类栖息地 。  皇家鸟类保护协会还成功进红嘴山鸦的自然栖息地。  在夏季，可以看到北爱尔兰唯一的一对红嘴山鸦 。   

## 历史

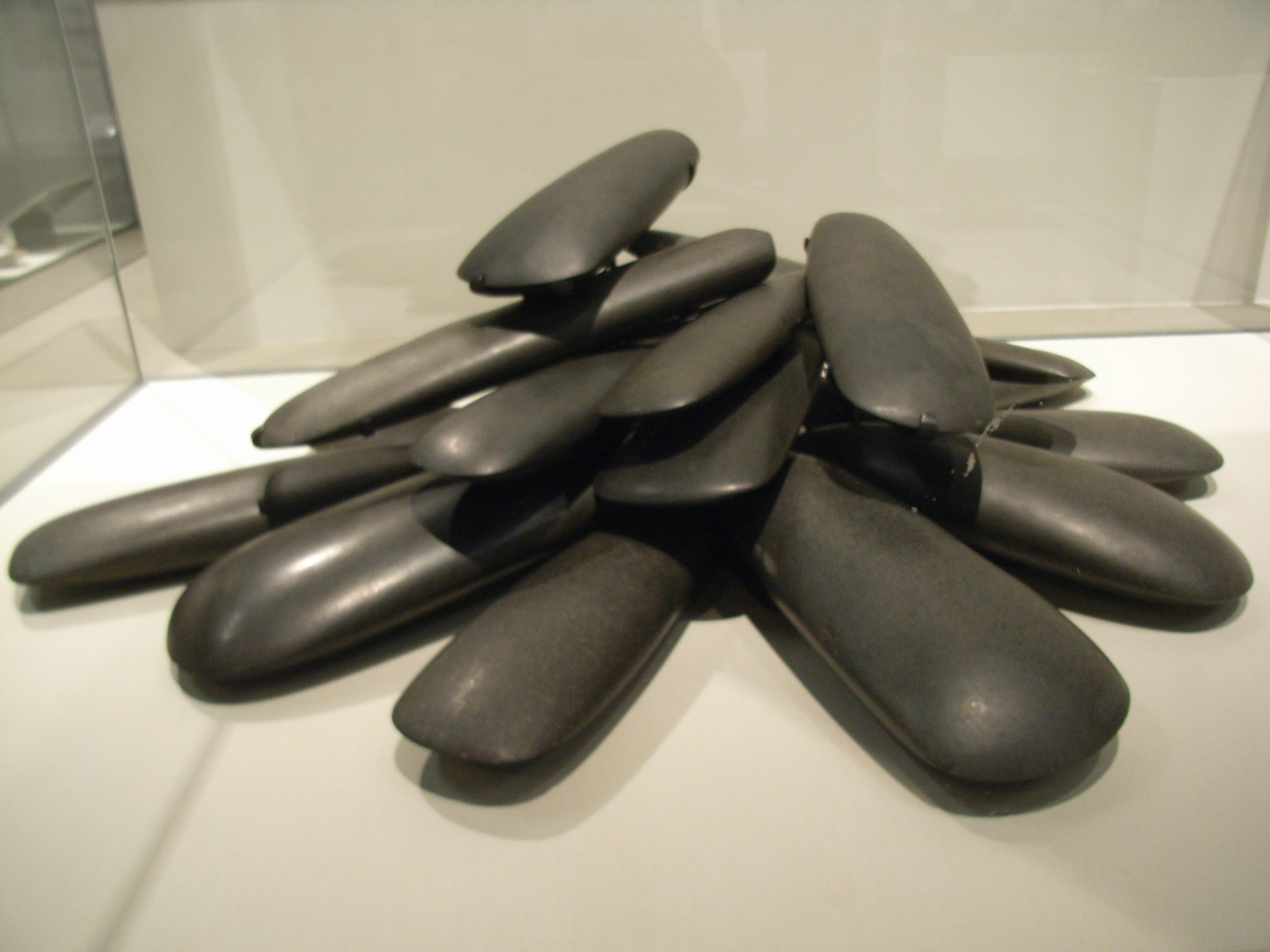
以Tievebulliagh或拉斯林岛的材料制成的研磨轴心

拉斯林可能於古罗马即被人熟知， 老普林尼将“Reginia”和Ptolemy称为“Rhicina”或“Eggarikenna”。  公元7世纪Adomnán也提到“Rechru”和“Rechrea岛”，这些都可能是拉斯林古代的名称。   11世纪爱尔兰版的Historia Brittonum声称Fir Bolg “占據曼島和Arran、Islay、「Racha」等島嶼” - 「Racha」可能是古代本島的異名。 
拉斯林曾受維京人突袭 。  795年，岛上教堂遭受掠夺及焚毀。 
1306年，蘇格蘭的 羅伯特一世（ Robert the Bruce） 避難至爱尔兰的比塞特家族（ Bissett）擁有的拉斯林。  他住在原本属于安特里姆峡谷领主的拉斯林堡 ，因為Bissetts家族收留羅伯特一世，英格蘭人將該家族逐出拉斯林。  在16世纪，该岛为安特里姆的麦克唐纳 擁有。 

### 大屠杀
拉斯林是大屠杀的场地。  在1557年的远征中， 亨利·西德尼爵士摧毁了这座岛屿。  1575年7月， 埃塞克斯伯爵派遣弗朗西斯·德雷克和约翰·诺瑞斯去对付岛上的苏格兰难民，在随后的大屠杀中，数百名克兰·麦克唐纳氏族的男女和孩子被杀。    同样在1642年,Auchinbreck的Duncan Campbell爵士指揮來自阿蓋爾之腳的蘇格蘭坎貝爾(Campbell)氏族士兵杀死当地信奉天主教的麦克唐纳家族，因為他們是苏格兰高地麦克唐纳氏族的近親，而麦克唐纳氏族是坎貝爾氏族(Campbell)的敵人。  他们将数十名麦克唐纳氏族的女性吊死在崖悬下面的岩石。    这场大屠杀的受害者約一百至三千人。 

## 商业

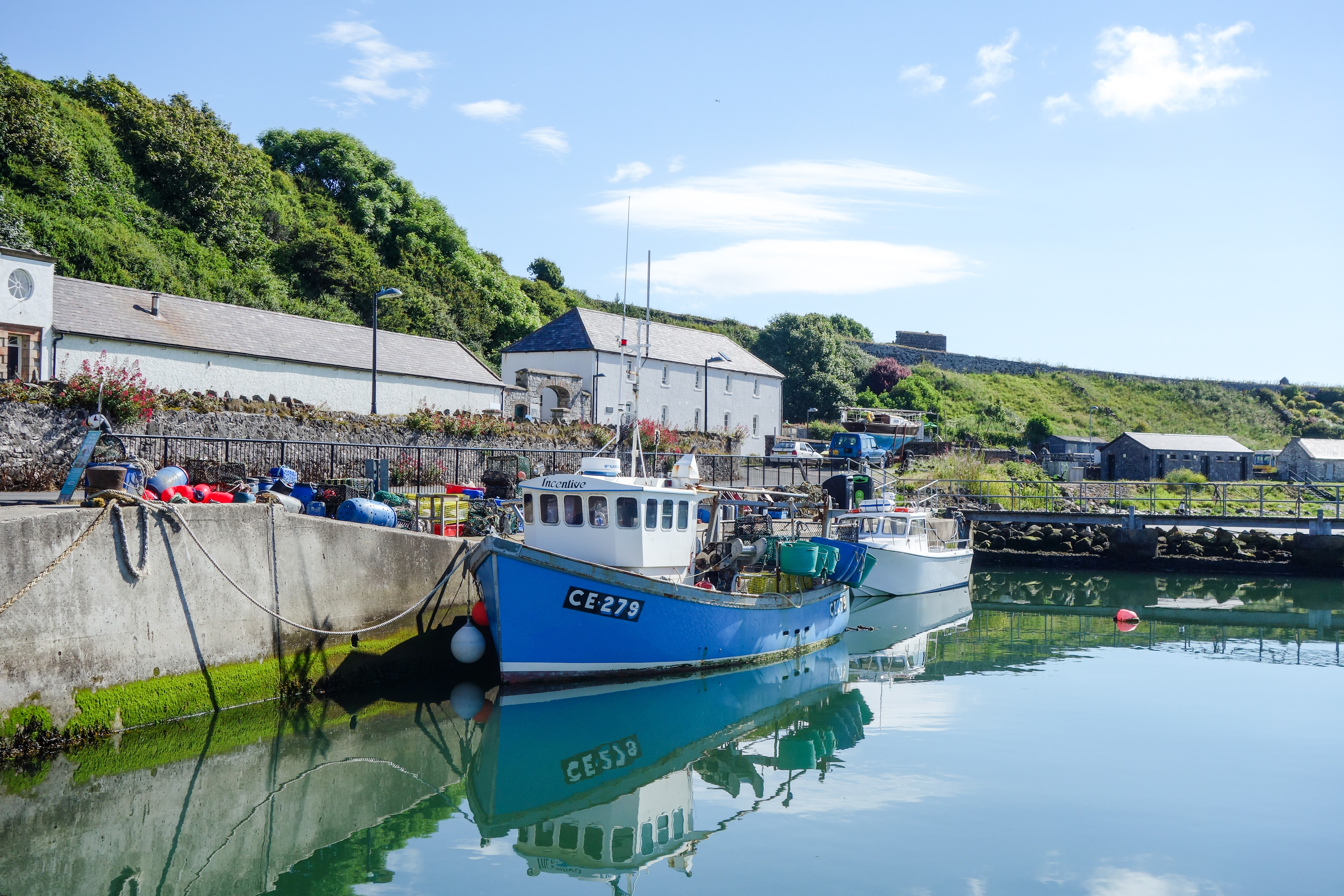
拉斯林岛港口

1746年，该岛被牧师約翰.蓋吉(John Gage)收购。   在18世纪后期， 海带生产重要性增加，拉斯林是生产重鎮。  海岸线常見窑和倉庫。  
一位19世纪的英国游客发现他们有一种不寻常的政府形式，他们选出了一位坐在“草皮上”的法官。   事实上，罗伯特.盖吉在1891年去世前一直是“岛主”。  盖吉拥有都柏林三一学院的硕士学位，但他在岛上度过了他的一生，创了他的书拉斯林島(“The Rathlin Island)”。 
旅游现在是商业活动。  该岛在19世纪人口超过一千人。  目前的常住人口约为125人。  在夏天，游客增多，大多数人都会參觀悬崖和龐大的海鸟群。  岛上有大约30张床位供过夜游客使用。  教堂湾的船屋游客中心从四月到九月間每天开放，还提供迷你巴士之旅和自行车出租服务。  该岛也深受潜水员的欢迎 ，他们前来探索周围水域的沈船 。

## 考古学
海岸附近Cushendall旁的Tievebulliagh山，有一个新石器时代的 石斧作坊，在Bockgill Middle镇的有另一處作坊， 采用相同的porcellanite石头。  这两个斧头作坊厂的产品幾乎沒有差別，都在爱尔兰进行交易。这裡是爱尔兰最重要的作坊。 
该岛也有中石器时代定居點。  在地下中還有一艘未經挖掘的維京船。 

## 全景照片

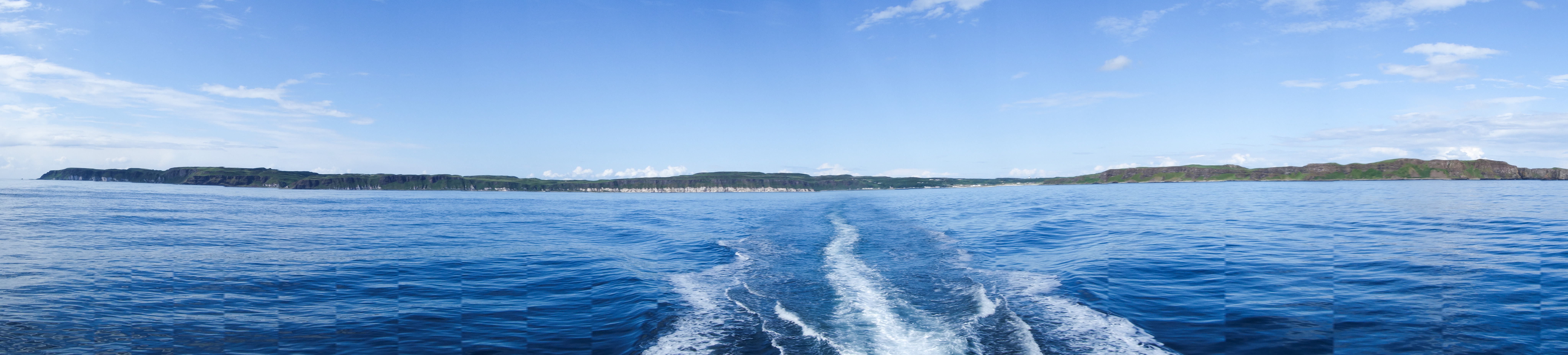
从船上看拉斯林岛的全景
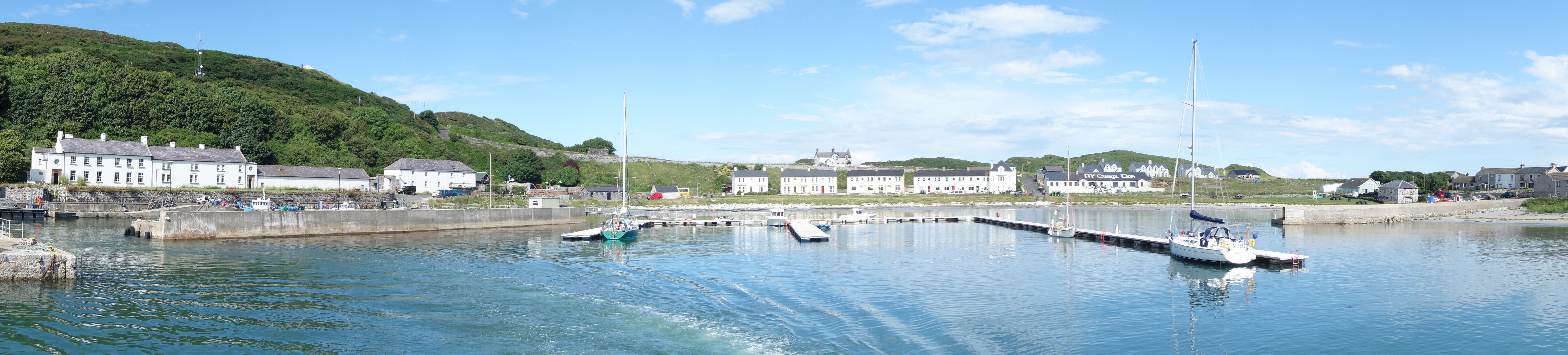
拉斯林岛港口全景
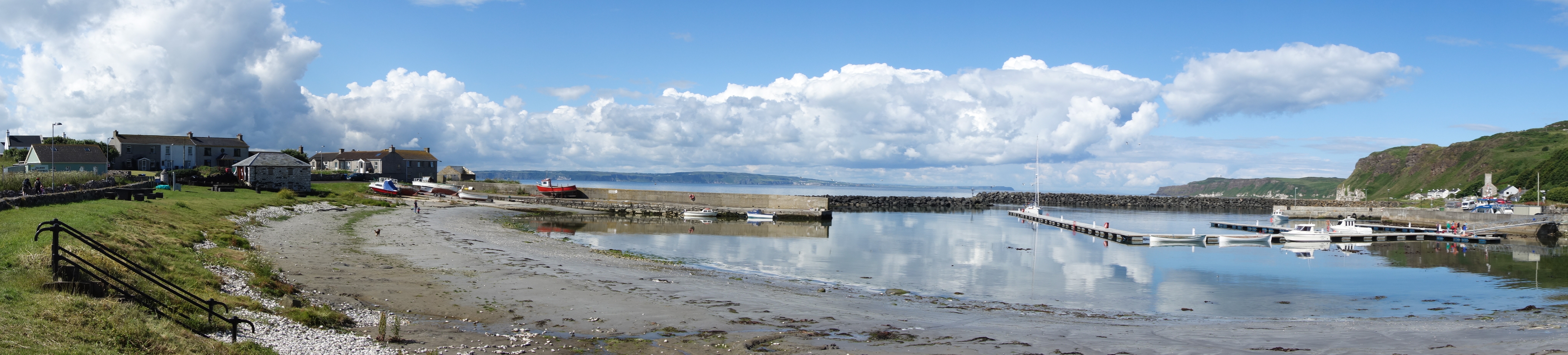
拉斯林岛的全景
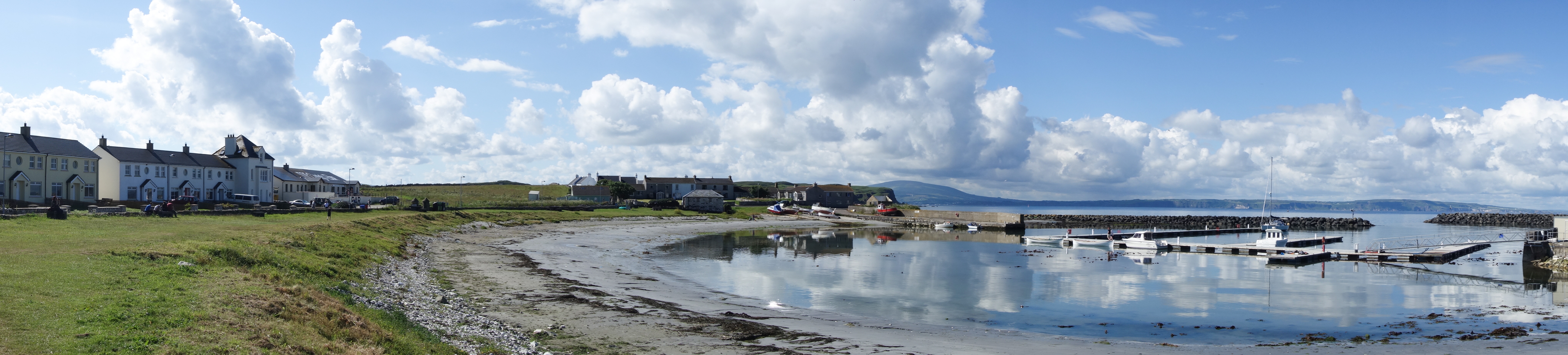
拉斯林岛海滩全景
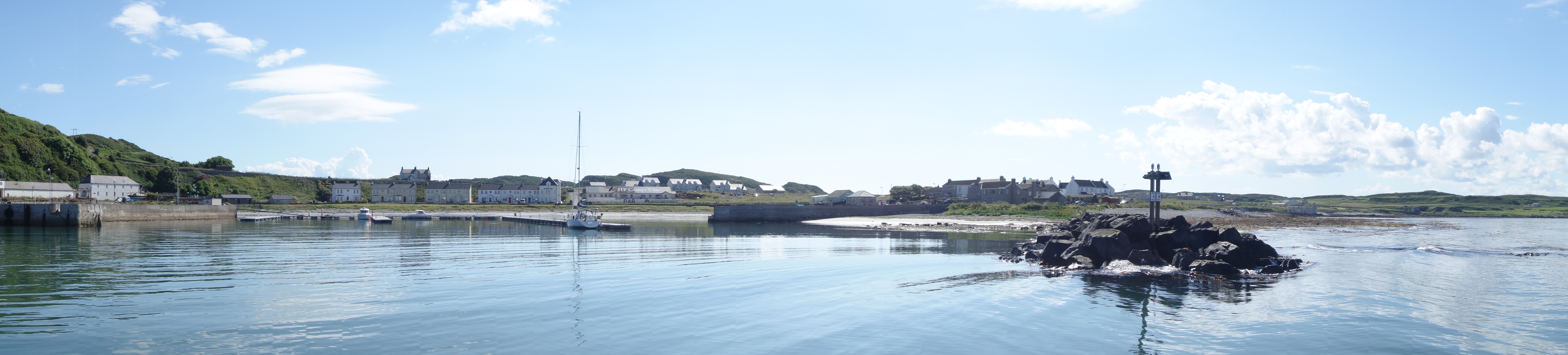
拉斯林岛港口

## 照片

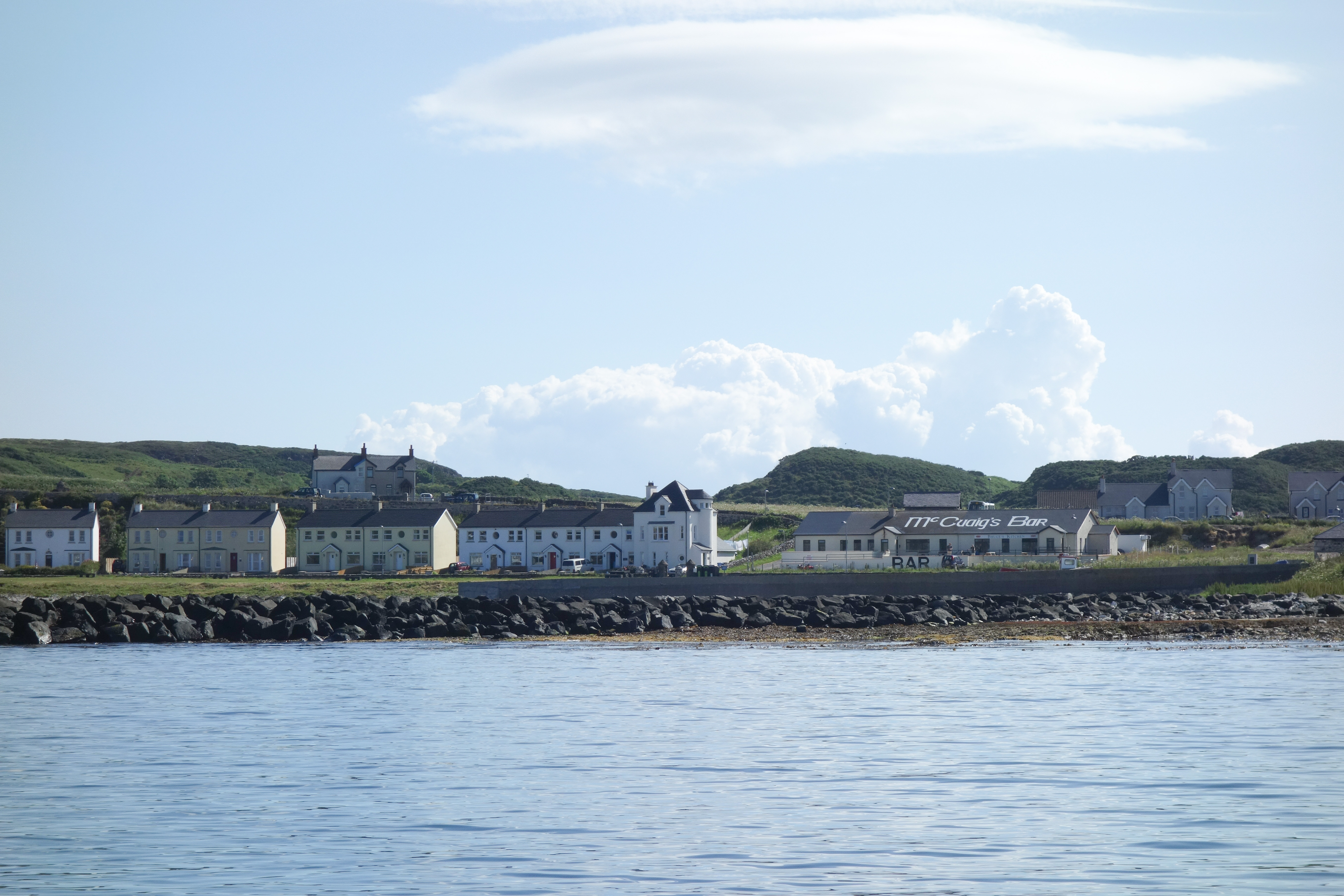
拉斯林岛海滨
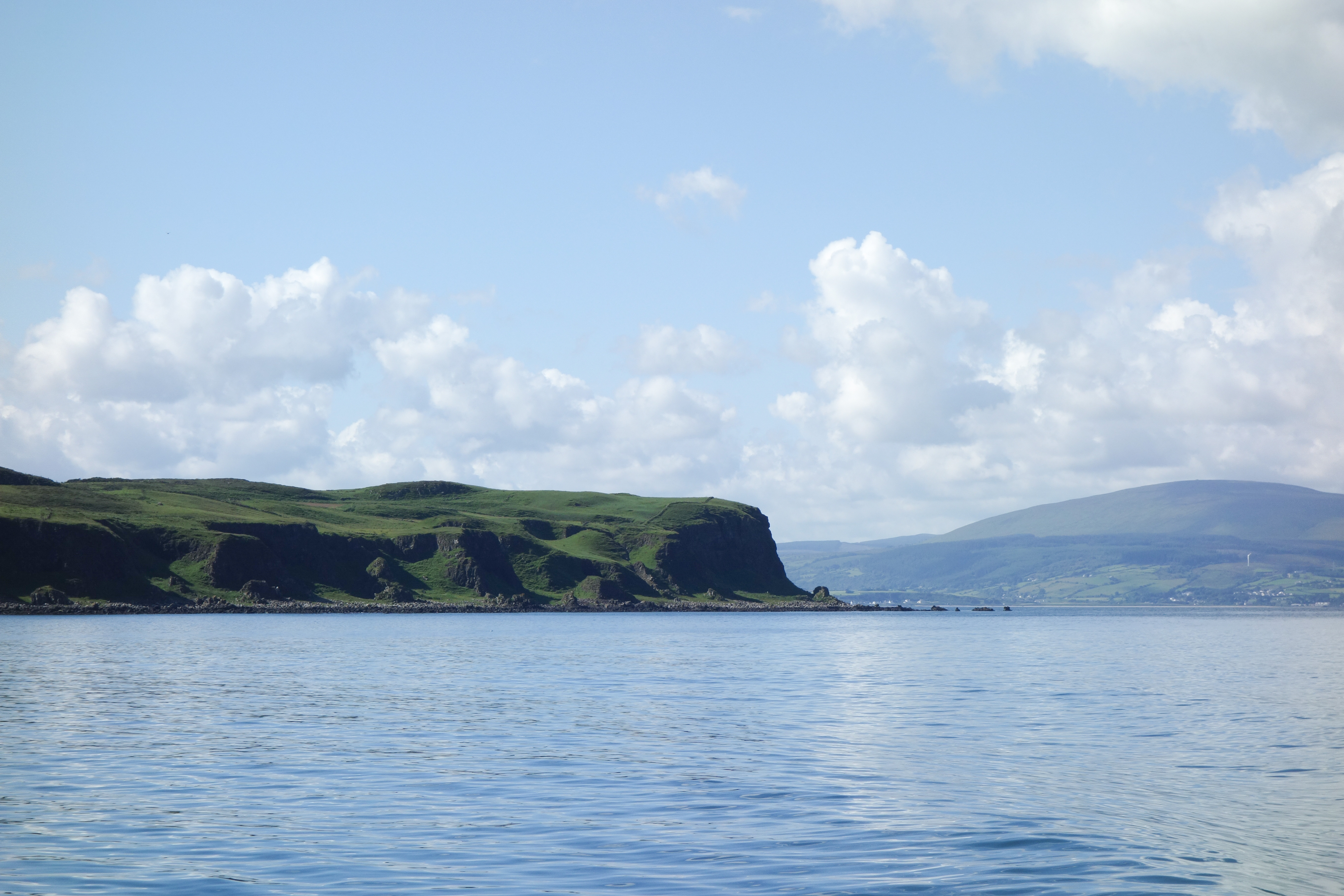
拉斯林岛悬崖
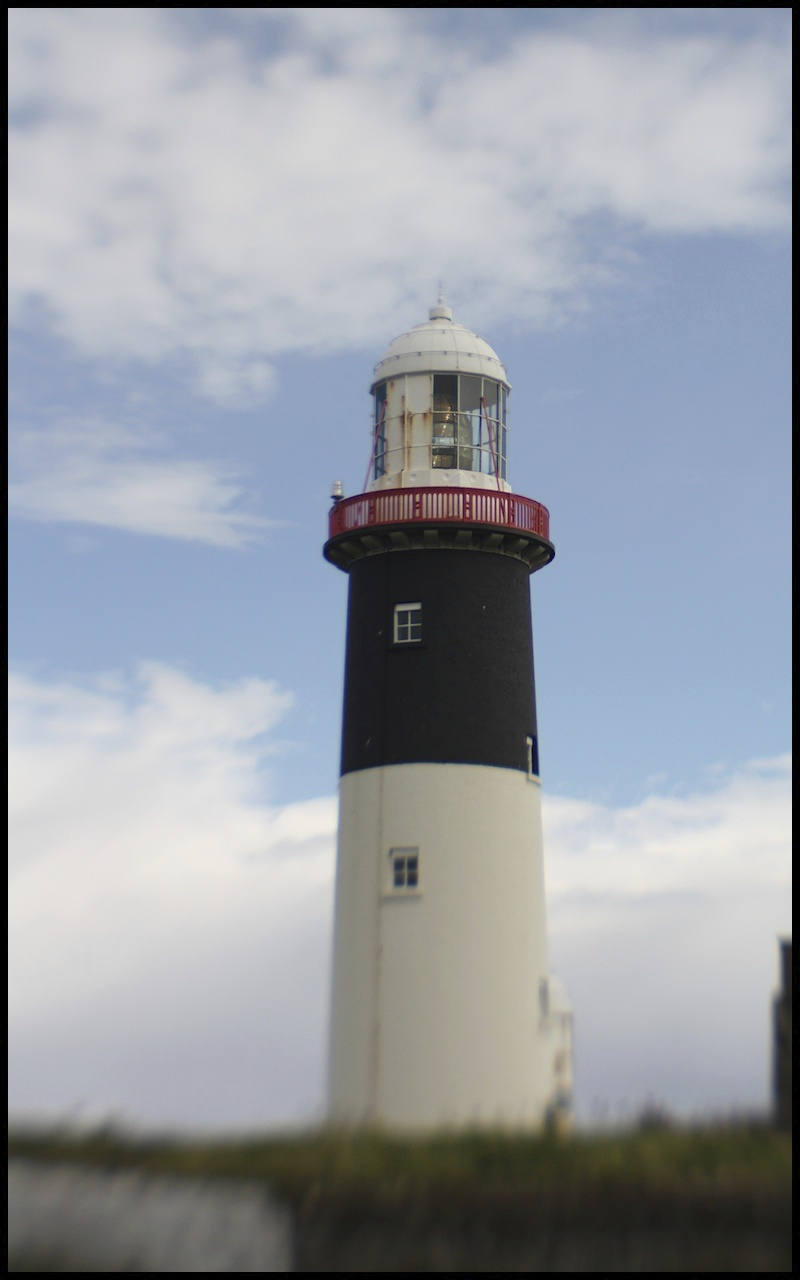
拉斯林灯塔
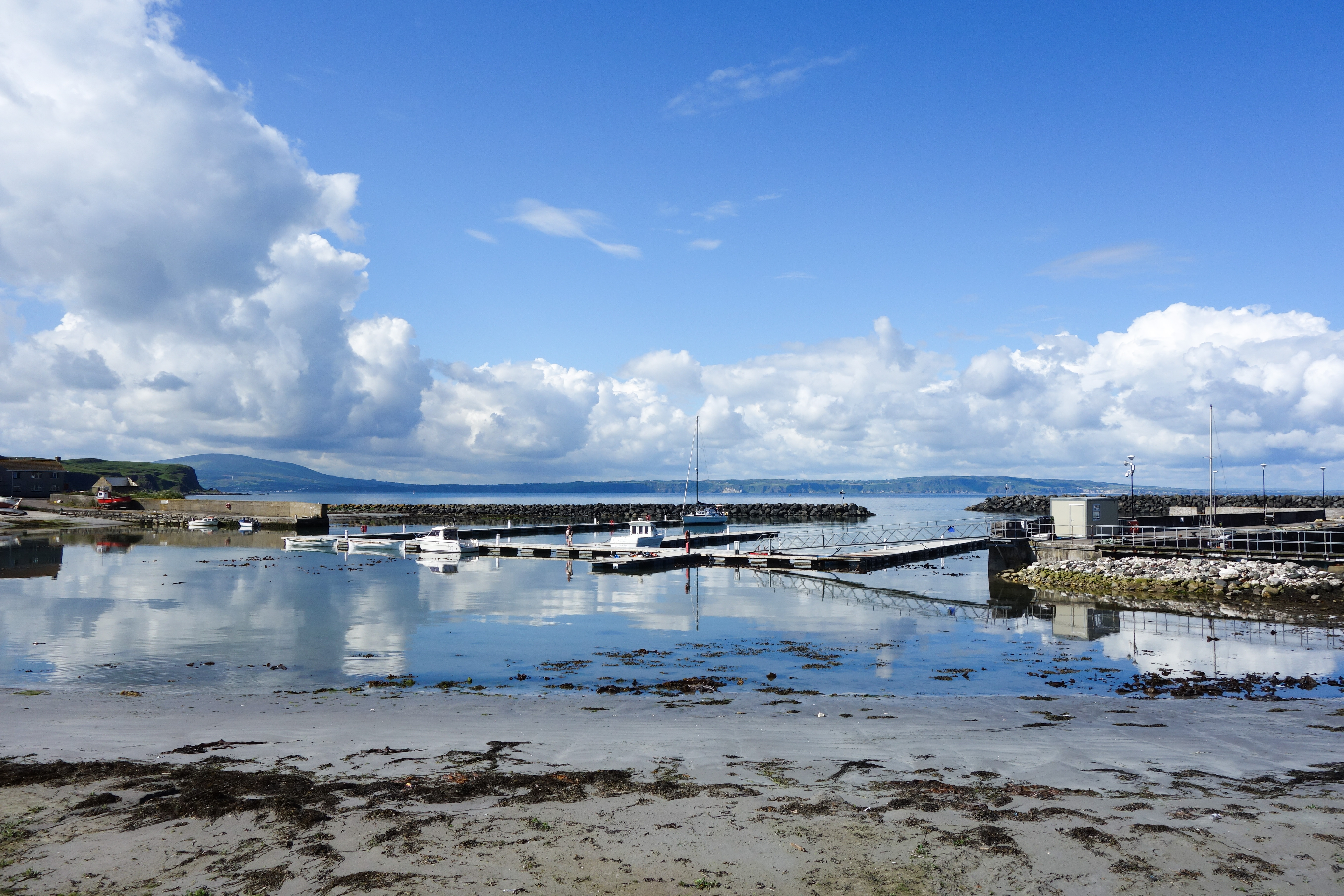
拉斯林岛海滩
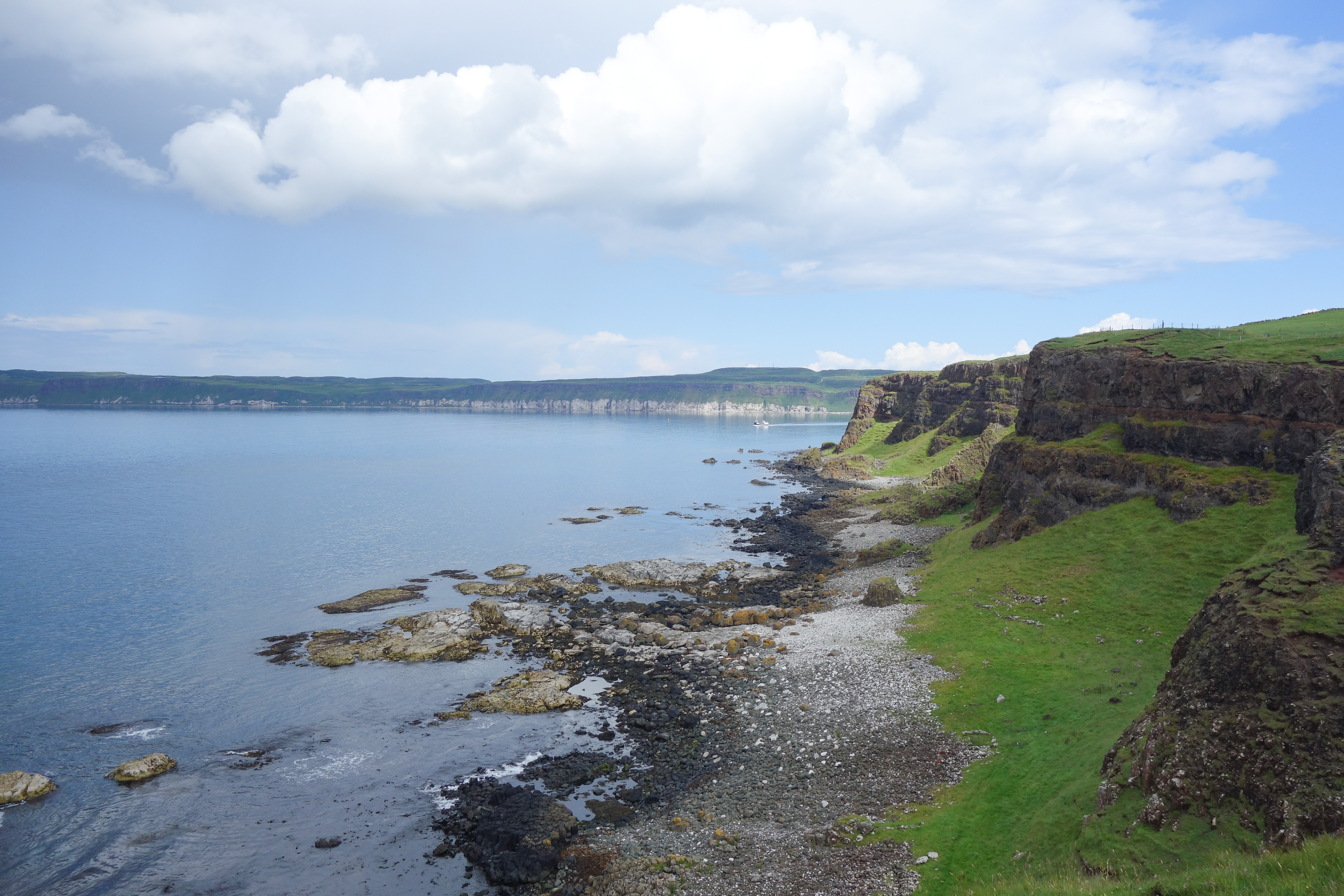
拉斯林岛悬崖
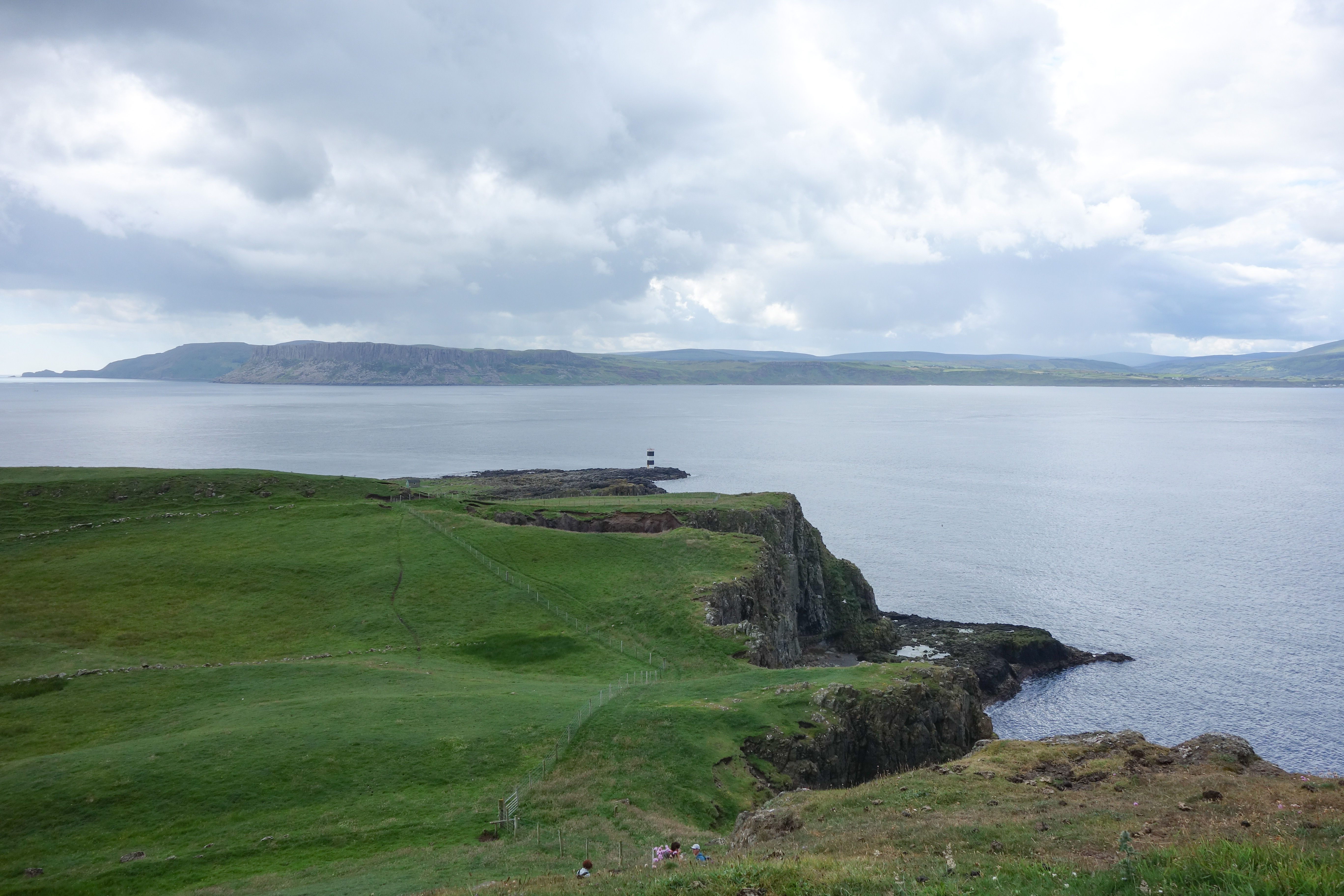
拉斯林岛悬崖和灯塔
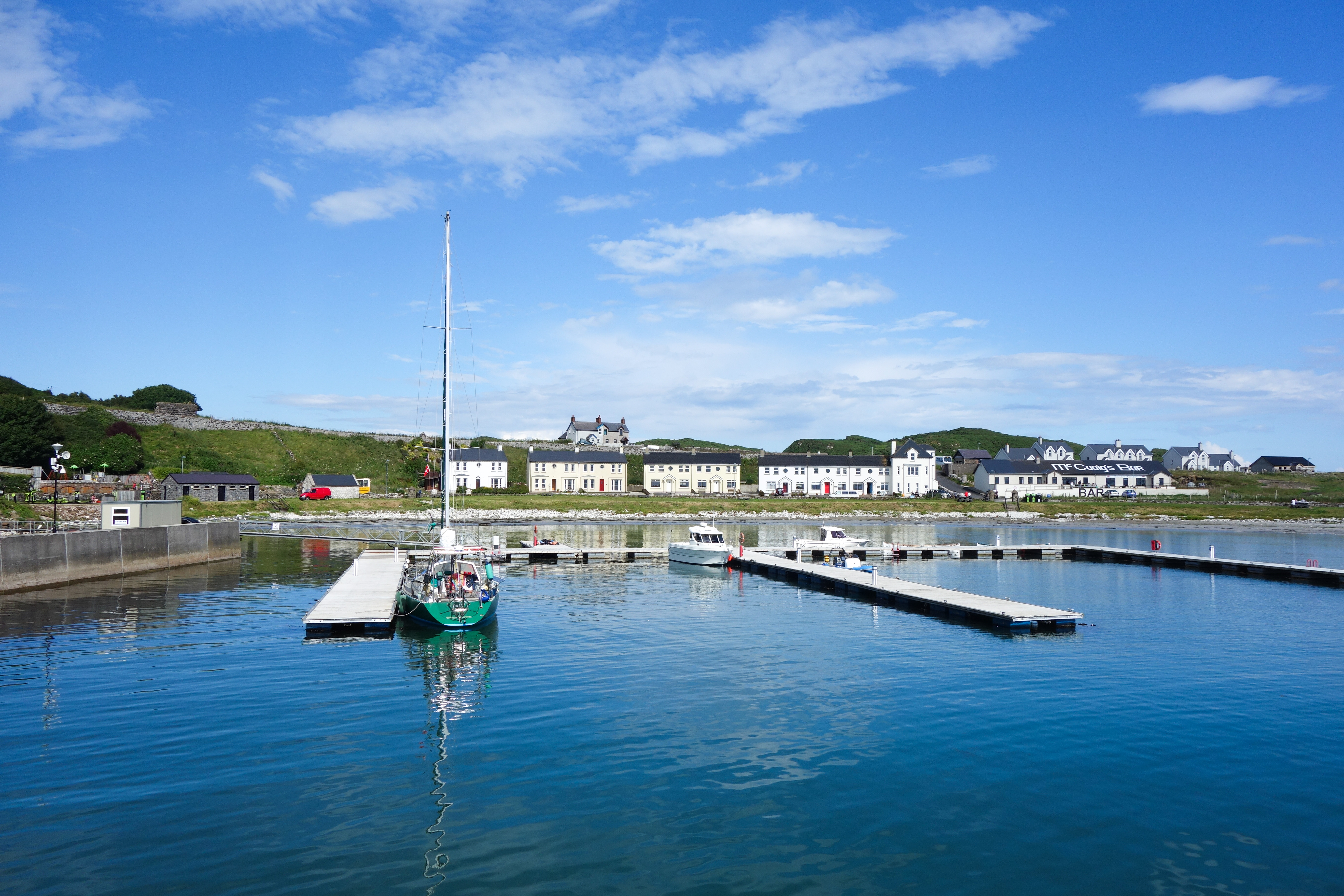
拉斯林岛港口
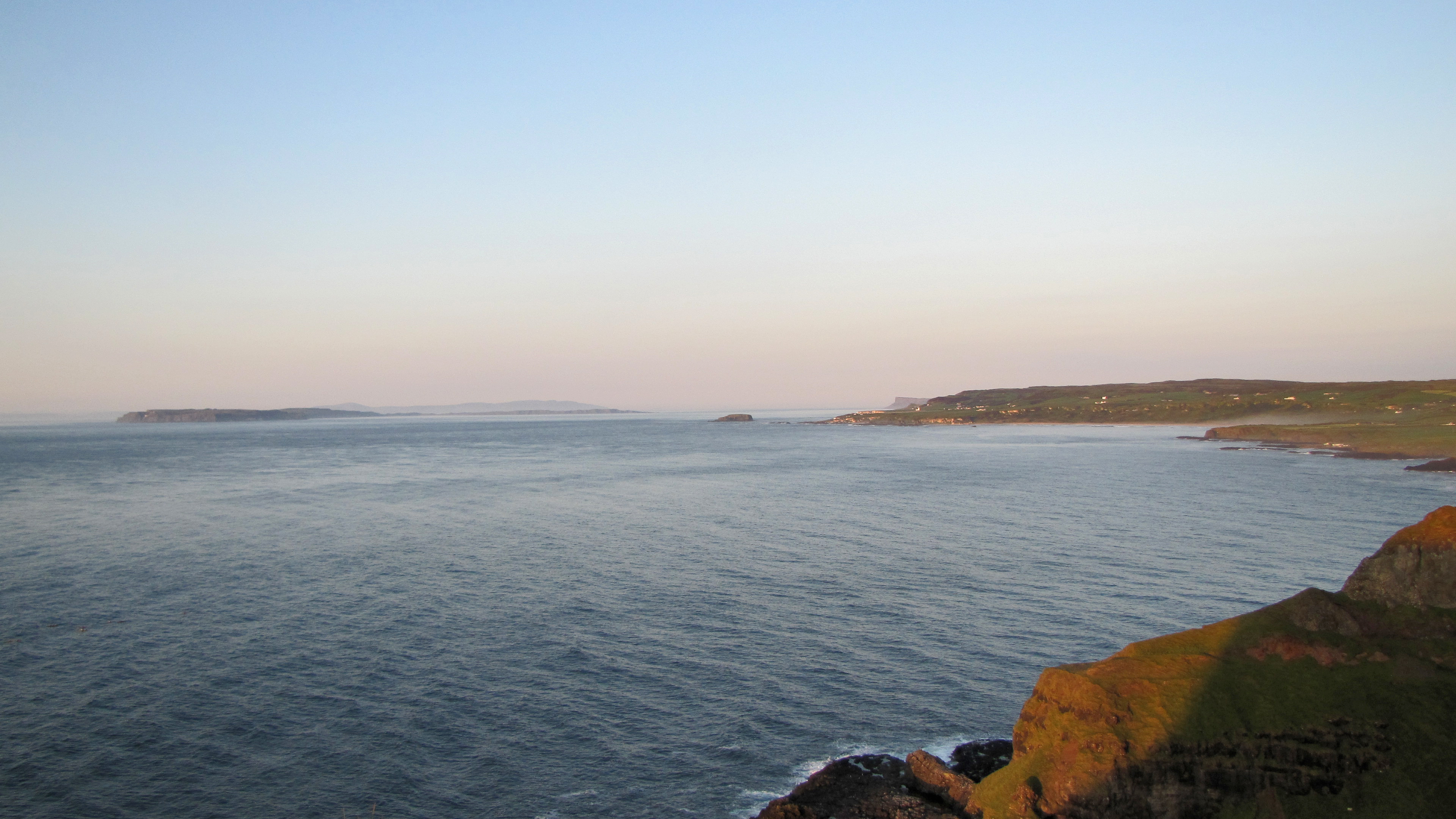
从北安特里姆海岸的Bengore Head看拉斯林岛
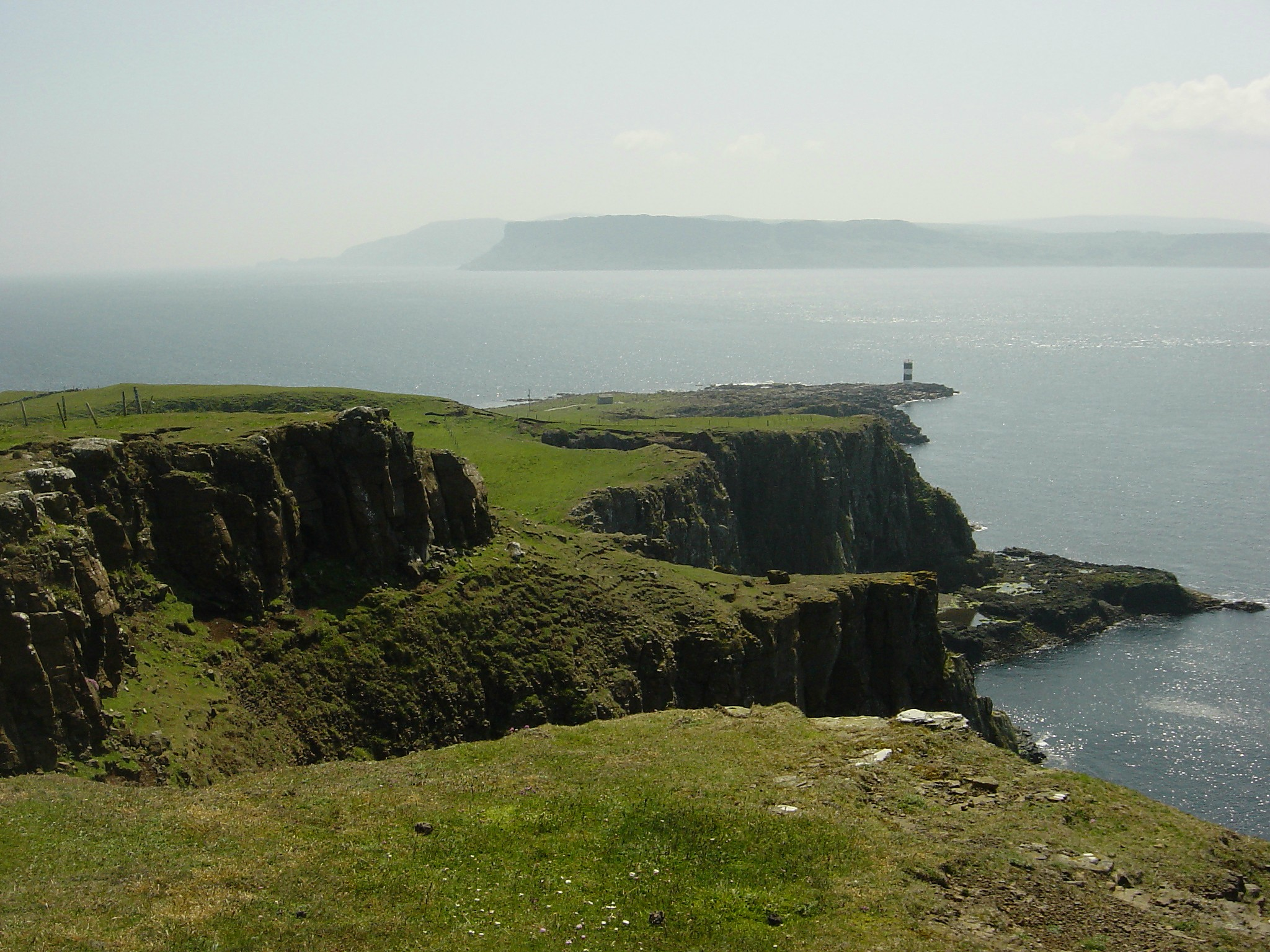
在拉斯林岛南部的Rue Point看公平的头
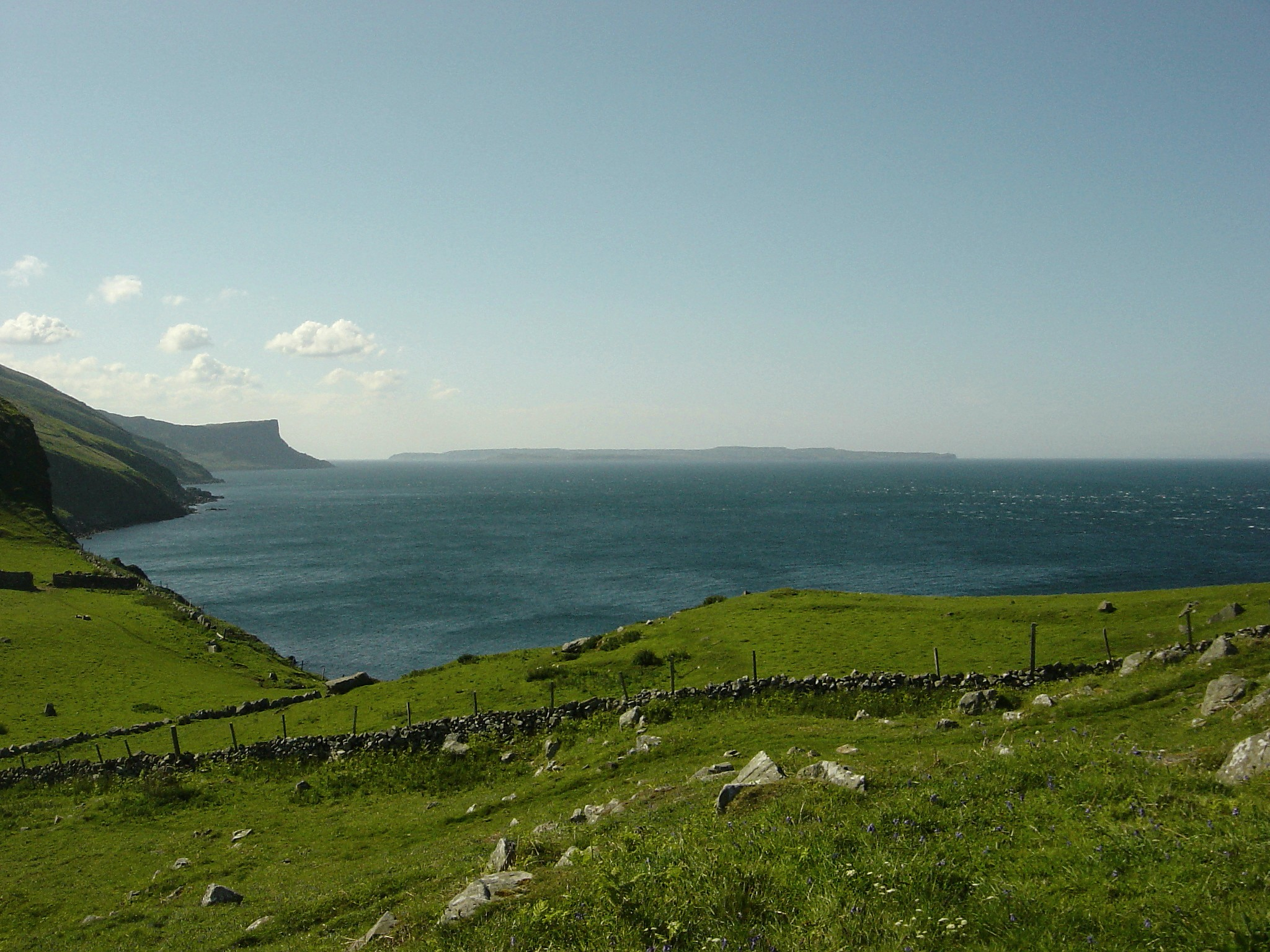
从Torr Head看岛屿左侧可以及Fair Head
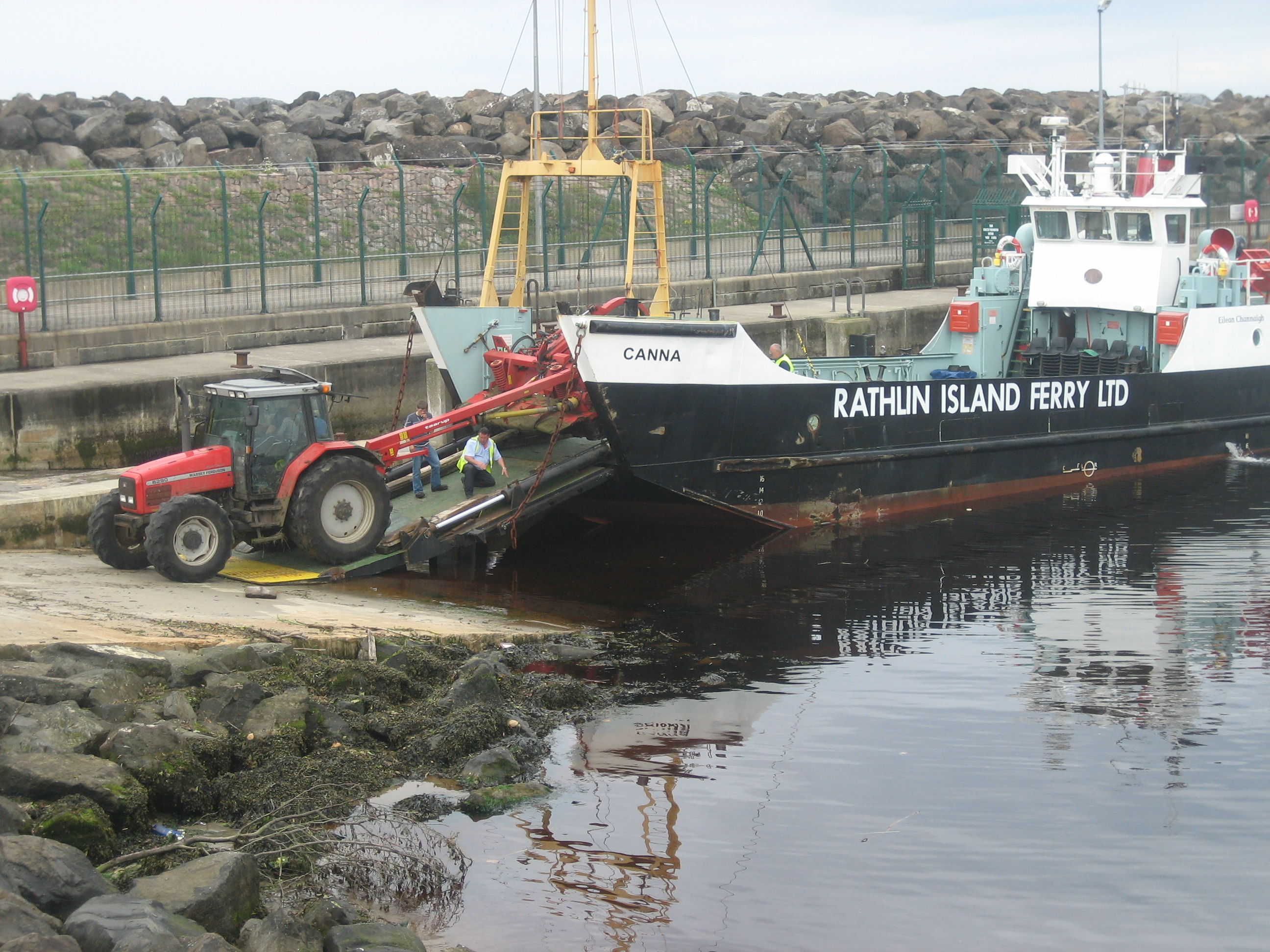
巴利堡的旧拉斯林岛渡轮

## 註解
1. Beagmore stone circles and alignments and Cregganconroe court grave （页面存档备份，存于） NI Department of the Environment. Retrieved 2012-10-15.
2. ↑  http://www.rathlincommunity.org/ （页面存档备份，存于） Rathlin Development & Community Association's official website
3. ↑  . www.placenamesni.org.   [2018-09-25]. （原始内容存档于2018-09-08） （英语）.
4. ↑  . Rathlin Community.   [2012-01-12]. （原始内容存档于2011-12-23）.
5. ↑  . Rathlinweather.co.uk.   [2012-01-12]. （原始内容存档于2012-03-03）.
6. ↑   (PDF). Rathlin Island Ferry Ltd. 28 April 2008  [2009-08-02]. （原始内容 (PDF)存档于15 July 2011）.
7. ↑  . Northern Ireland Environment Agency.   [2009-08-02]. （原始内容存档于7 October 2009）.
8. ↑   Watson（1994）第6,37页
9. ↑  查德威克（1949）p。 83
10. ↑  John Sugden, "Sir Francis Drake", Touchstone-book, published Simon+Schuster, New York,
ISBN 0-671-75863-2
11. ↑  . The Standing Stones.   [2009-08-02]. （原始内容存档于2010-03-26）.
12. ↑  Royle, Trevor, , London: Abacus, 2004, ISBN 0-349-11564-8 p.143
13. ↑  . MacDonnell Of Leinster Association.   [2008-08-28]. （原始内容存档于1 October 2011）.
14. ↑  Ferriter, Diarmaid. . Profile Books. 2018-10-04  [2019-03-25]. ISBN 9781782832522. （原始内容存档于2019-09-16） （英语）.
15. ↑  . John William Parker. 1834: 134  [2015-06-13]. （原始内容存档于2015-06-15）.
16. ↑  . www.newulsterbiography.co.uk.   [2019-03-25]. （原始内容存档于2019-03-25）.
17. ↑  Weir, A. . Belfast: Blackstaff Press. 1980: 96.
18. ↑  Wallace, Patrick F., O'Floinn, Raghnall eds., Treasures of the National Museum of Ireland: Irish Antiquities, pp. 46-47, 2:4, 2002, Gill & Macmillan, Dublin, ISBN 0717128296
19. ↑  O'Sullivan, Aidan & Breen, Colin. . Stroud: Tempus. 2007: 55. ISBN 978-0-7524-2509-2.